# João Carrington da Costa
João Carrington Simões da Costa GOI • GOIH • ComIP (Figueira da Foz, 1891 - Parede, Cascais, 1982) foi um geólogo, professor universitário e político português.

## Biografia
Nasceu na cidade da Figueira da Foz a 21 de abril de 1891.
Frequentou o Colégio Militar.
Combateu na I Guerra Mundial tendo participado na Batalha de La Lys, França, a 9 de abril de 1918 onde acabou prisioneiro pelas tropas alemãs.
Em 1919, com o fim da guerra e a sua libertação, volta a Portugal e como ajudante de campo do Ministro da Guerra vai combater a revolta de Paiva Couceiro, que tencionava a restauração da Monarquia.
Passada esta fase mais dinâmica da sua juventude, retoma os estudos e forma-se em Ciências Histórico-Naturais pela Universidade do Porto e pela Escola Normal Superior de Lisboa e em 1931 faz o doutoramento em Geologia na Faculdade de Ciências da Universidade do Porto com a apresentação da tese "O Paleozóico Português: síntese e crítica".
Em 1936 passa a fazer parte do corpo docente da Faculdade de Ciências da Universidade do Porto.
A 2 de Agosto de 1955 foi feito Comendador da Ordem da Instrução Pública, a 8 de Abril de 1961 foi feito Grande-Oficial da Ordem do Império e a 5 de Março de 1962 foi feito Grande-Oficial da Ordem do Infante D. Henrique.
Faleceu na Parede, em Cascais, a 20 de abril de 1982.